# Megathous peyerimhoffi
Megathous peyerimhoffi là một loài bọ cánh cứng trong họ Elateridae. Loài này được Buysson miêu tả khoa học năm 1917.